# سانی سینگ (بازیگر)
سانی سینگ (به انگلیسی: Sunny Singh) (زاده ۶ اکتبر ۱۹۸۵) بازیگر هندی است.
از کارهای معروف او می‌توان به بازی در فیلم آکاش وانی و آدیپوروش (۲۰۲۳) اشاره کرد.